# محمد الدوسري (لاعب كرة قدم مواليد 2003)
محمد دخيل الله الدوسري لاعب كرة قدم سعودي، يلعب كمدافع في نادي نيوم.

## مسيرة اللاعب
بدأ في الفئات السنية في نادي الهلال و انتقل إلى نادي الاتفاق في عام 2022 وانتقل إلى نادي نيوم في عام 2024.